# Hans Kammler
Hans Kammler (født 26. august 1901 – 1945 [antaget] ) var en SS-Obergruppenführer ansvarlig for nazistiske civilingeniørprojekter og dets tophemmelige V-våbenprogram. Han førte tilsyn med opførelsen af forskellige nazistiske koncentrationslejre, før han blev sat i spidsen for V-2-raketten og nødjagerprogrammerne mod slutningen af anden verdenskrig. Kammler forsvandt i maj 1945 under krigens sidste dage. Der har været mange formodninger om hans skæbne.